# 三门峡社会管理职业学院
三门峡社会管理职业学院是一所位于中华人民共和国河南省三门峡市的全日制公办省属普通高级职业学校，创建于2017年。

## 历史
2012年10月13日，三门峡市人民政府召开三门峡社会管理职业学院（筹）专业设置论证会，同时聘任11位专家为学院建设与发展顾问。期间该市党政领导曾调研学校筹建状况。2017年5月25日，三门峡社会管理职业学院正式成立，成为河南省第一所培养社会管理类专业人才为主的职业技术学院。